# Carate Urio
Carate Urio est une commune italienne de la province de Côme, dans la région Lombardie.

## Administration
| Période                                  | Période | Identité | Étiquette | Qualité |
| ---------------------------------------- | ------- | -------- | --------- | ------- |
|                                          |         |          |           |         |
| Les données manquantes sont à compléter. |         |          |           |         |

### Hameaux
Cavadino, Greppone, Pangino, Riva, Olzavino, Lestresio

### Communes limitrophes
Brienno, Faggeto Lario, Laglio, Moltrasio, Schignano, Torno